# 猫里奥
《貓利歐》（日语：しょぼんのアクション, Syobon no Akushon，又稱Cat Mario或Neko Mario），直譯Syobon行動，是日本的一個免費二維橫版闖關平台遊戲，於2007年12月發佈，以高難度著稱，是《超級瑪利歐兄弟》的戲仿遊戲。此遊戲的直譯名稱為「Syobon行動」，而其中的Shobon是指2ch文字人物「（´･ω･｀）」，即玩家所操控的貓。

## 遊戲
在《貓利歐》中，玩家需要扮演一個外貌像貓的角色，在一個橫向捲軸地圖上到達終點，即與超級瑪利歐兄弟相似。在《貓利歐》中，超級瑪利歐兄弟的栗寶寶被一些白色的饅頭怪取代，且其他怪物多為貓形或白色的。而磚塊等其他設定則與超級瑪利歐兄弟遊戲中的設定相近。此遊戲包含八個關卡（後四關為隱藏關卡），全部均隱含了很多用來欺騙玩家而設的陷阱（例如隱形的磚塊、尖刺、掉下物等），而一些在超級瑪利歐兄弟中不會傷害玩家的東西也會變得可能致玩家於死地（如紅蘑菇、雲團、無敵星、旗桿等）。這些陷阱遍布整個關卡，並且會在玩家接近它們或接觸它們時啟動，使玩家難以完成遊戲。一些遊戲設計師指出，《貓利歐》要求玩家需要透過多次試錯後，才可能完成遊戲。

## 開發
《貓利歐》是由網路暱稱叫「z_gundam_tanosii」的一名學生開發的。他說自己在學校中僅用了三天的時間來設計這個遊戲，整個遊戲的概念和靈感主要來自日本2ch論壇上的一個名叫人生結束大冒險的Flash遊戲。

## 开源版本
《貓利歐》的一個開放版本以《開放的貓利歐》（Open Syobon Action）為名發佈。此版本允許玩家於不同平台上玩這個遊戲，可玩的平台包括AmigaOS4.1、Dreamcast和Linux。1.0版本可以在SourceForge中下載。SDL引擎修復了一些BUG，且使非日文系統能夠流暢地執行。此遊戲亦透過自製軟體頻道被移植至任天堂Wii上，並增加了另外5個關卡，作為非官方續作《貓利歐2》的關卡。

## 評價
儘管《貓利歐》的遊戲難度很困難且經常令人沮喪，但仍然獲得了普遍的正面評價。个人电脑世界的拉斯穆森（Rasmussen, Povl.）說「這個遊戲是如此的糟糕，同時幾乎是不可能完成的，但它在人們的眼中卻有了如同邪教的地位」。TechNet的戴維則說：「這個遊戲是這樣的，若我們依靠過去玩超级瑪利歐的經驗來玩貓利歐，我保證你們一定會在某處死亡」。Manifesto Games的羅伯特·梅耶爾（Robert August de Meijer）指出「隨著時間的推移，你會憎惡《貓利歐》。這就是為什麼你將會愛上它的原因」。評論者指出遊戲的成功在於其要求玩家運用試錯和違反直覺的策略來勝出遊戲的設計。評論者更加稱《貓利歐》「有系統地破壞了二維平台遊戲的每一個慣例」。

## 外部連結
- .   [2020-03-29]. （原始内容存档于2019-03-30）.（日語）
- 遊戲網址 （页面存档备份，存于）（英文）